# Tori Black
Michelle Chapman (Seattle, Washington; 26 de agosto de 1988), más conocida como Tori Black, es una actriz pornográfica estadounidense. Ha sido ganadora de varios Premios AVN.
En 2010, Black fue nombrada por la revista Loaded como la actriz pornográfica más atractiva. En 2011, la revista Complex la situó en el primer lugar de su ranking "The Top 100 Hottest Porn Stars Right Now".

## Carrera
Se trasladó a Florida en 2007 y entró en la industria pornográfica a los 19 años. Realizó sus primeras escenas para el director Juan Cuba. Desde 2008 está representada por la agencia LA Direct Models.
Black fue elegida Pet of the Month por la revista Penthouse en diciembre de 2008. En 2009 realizó su primera escena de sexo anal para la película Interactive Sex with Tori Black, junto al actor Nacho Vidal. Ese mismo año se publicó su segunda escena anal, esta vez no realizada en formato POV, para la película Tori Black Is Pretty Filthy, también en 2009. Realizó su primera escena de doble penetración para la secuela Tori Black is Pretty Filthy 2, publicada el 2010.
Es la primera actriz en la historia de los premios AVN en obtener dos premios consecutivos como Performer of the Year, ganándolos en 2010 y 2011. En 2010, fue nombrada por la revista Maxim como una de las 12 estrellas femeninas más importantes en la industria pornográfica y en 2011 fue nombrada por CNBC como una de las 12 estrellas más populares en la industria del cine pornográfico. CNBC destacó su papel como Catwoman en la producción de Vivid Entertainment, Batman XXX: A Porn Parody, así como su doble premiación como Female Performer of the Year por AVN.

## Vida personal
El 16 de diciembre de 2011, Black anunció en su sitio web oficial que dio a luz a su primer hijo con su novio el 14 de octubre de 2011. En enero de 2012, Tori y su novio fueron arrestados por violencia doméstica tras un altercado en un hotel de Las Vegas. Posteriormente la actriz emitió un comunicado en AVN explicando que el altercado fue el resultado de una intoxicación después de una noche de fiesta.

## Premios

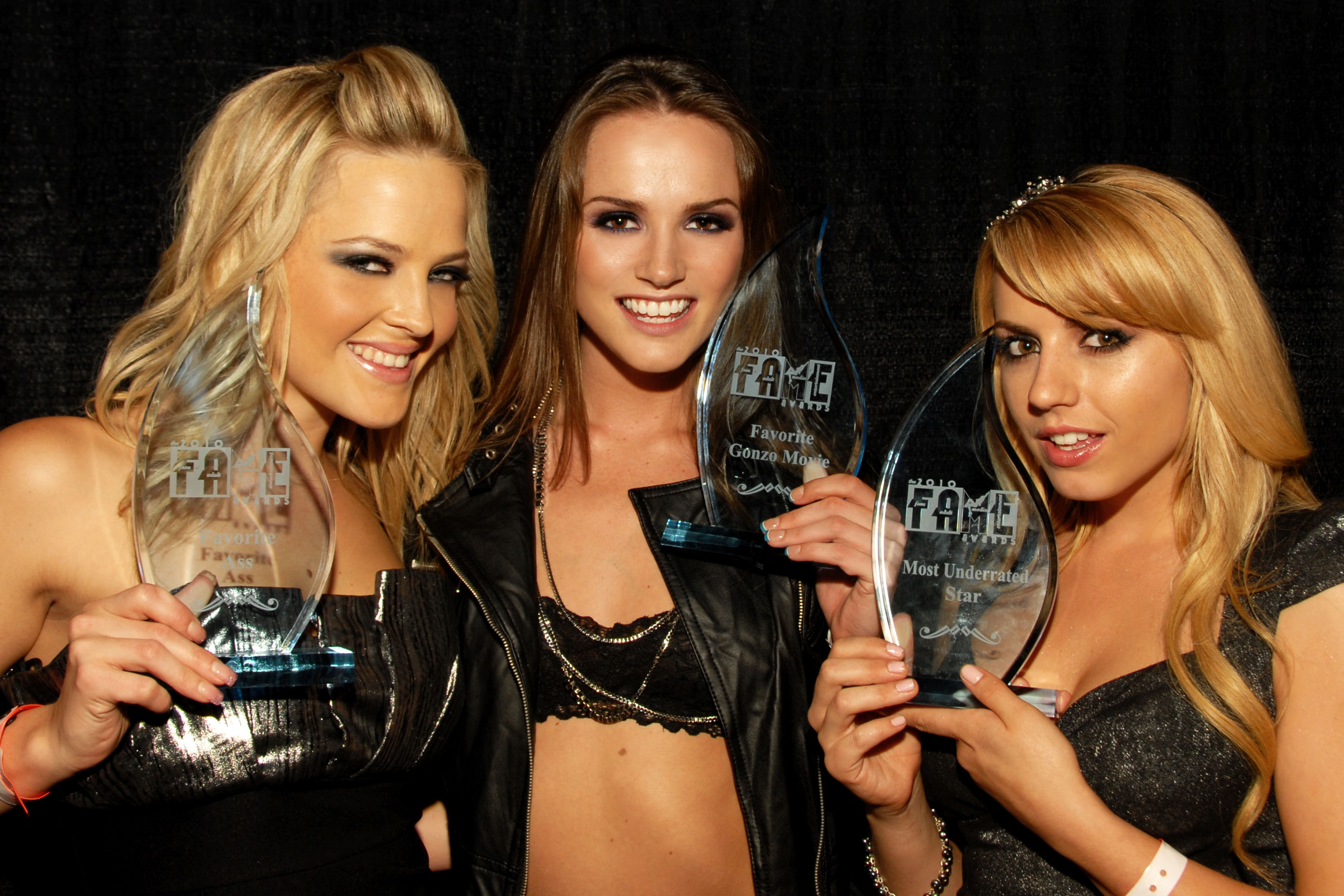
Tori Black (centro), con Alexis Texas (izquierda) y Lexi Belle (derecha), posando con sus premios F.A.M.E., 2010.

- 2009 – Premio CAVR – Hottie of Year[19]
- 2009 – Premio XRCO – Starlet of Year[20]
- 2009 – Premio F.A.M.E. – Favorite Rookie Starlet[21]
- 2010 – Premio AVN – Female Performer of the Year[22]
- 2010 – Premio AVN – Best All-Girl Couples Sex Scene – Field of Schemes 5[22]
- 2010 – Premio AVN – Best All-Girl Three-Way Sex Scene – The 8th Day[22]
- 2010 – Premio AVN – Best Tease Performance – Tori Black Is Pretty Filthy[22]
- 2010 – Premio AVN – Best Threeway Sex Scene – Tori Black Is Pretty Filthy[22]
- 2010 – Premio XBIZ – Female Performer of the Year[23]
- 2010 – Premio XRCO – Female Performer of the Year[24]
- 2010 – Premio F.A.M.E. – Favorite Female Starlet[25]
- 2011 – Premio AVN – AVN Awards – Female Performer of the Year[26]
- 2011 – Premio AVN – AVN Awards – Best Oral Sex Scene – Stripper Diaries[26]
- 2011 – Premio AVN – AVN Awards – Best POV Sex Scene – Jack's POV 15[26]
- 2011 – Premio AVN – AVN Awards – Best Sex Scene in a Foreign-Shot Production – Tori Black: Nymphomaniac[26]
- 2011 – Premio XBIZ – Porn Star Site of the Year[27]
- 2011 – Premio XRCO – Female Performer of the Year
- 2012 – Premio NightMoves – Social Media Star (Editor's Choice)[28]